# Pueblo West
Pueblo West é uma Região censo-designada localizada no estado americano de Colorado, no Condado de Pueblo.

## Demografia
Segundo o censo americano de 2000, a sua população era de 16.899 habitantes.

## Geografia
De acordo com o United States Census Bureau tem uma área de
200,7 km², dos quais 200,7 km² cobertos por terra e 0,0 km² cobertos por água.

## Localidades na vizinhança
O diagrama seguinte representa as localidades num raio de 40 km ao redor de Pueblo West.